# ایلیا بریزگالف
ایلیا بریزگالف (روسی: Илья Николаевич Брызгалов؛ زادهٔ ۲۲ ژوئن ۱۹۸۰) بازیکن هاکی روی یخ اهل روسیه است.
وی همچنین برندهٔ جوایزی همچون جام استنلی شده‌است.
از باشگاه‌هایی که در آن بازی کرده‌است می‌توان به فیلادلفیا فلایرز، فینیکس کایوتیس، و آناهایم داکس اشاره کرد.